# کژگزینی در بازار بیمه
کژگزینی به شرایطی گفته می‌شود؛ که در آن دو طرف یک مذاکره یا قرارداد، اطلاعات متقارنی نسبت به وضعیت یکدیگر ندارند. این نوشتار به طور اختصاصی، کژگزینی در بازار بیمه را مورد بررسی قرار می‌دهد.

## کژگزینی بیمه‌گذار

### تعریف
یک حالت کژگزینی در بازار بیمه هنگامی رخ می‌دهد؛ که بیمه‌گذار (متقاضی بیمه)، نسبت به بیمه‌گر (شرکت بیمه)، اطلاعات کامل‌تری در مورد بیمه‌شده (موضوع مورد بیمه که می‌تواند یک شخص یا یک شئی باشد) دارد.

### پیامدها
این امر منجر به تصمیم‌گیری غلط و افزایش ریسک شرکت بیمه می‌شود؛ چرا که در مواردی حق‌بیمه برای یک بیمه‌نامه، بر اساس میانگین وضعیت ریسک بیمه‌شده‌ها تعیین می‌شود؛ بنابراین اگر بیمه‌گذاری ریسک مورد بیمه خود را بالاتر از میانگین (پر ریسک) بداند، حاضر است بیمه‌نامه‌ای را که توسط شرکت بیمه با یک حق‌بیمه میانگین به او پیشنهاد شده است خریداری کند. در این حالت ریسک شرکت بیمه افزایش یافته چرا که احتمال وقوع خسارت برای این بیمه‌نامه بالاست. علاوه بر این بیمه‌گذارانی که ریسک پایینی دارند و این حق‌بیمه میانگین را برای خود مناسب نمی‌بینند، این بیمه‌نامه را خریداری نخواهند کرد. پس تقاضای بیمه‌گذارانی با ریسک‌های بالا برای این بیمه‌نامه بیش‌تر است. کژگزینی از طریق این مکانیزم، باعث کاهش سودآوری شرکت‌های بیمه خواهد شد.

### علل ایجاد
همان‌طور که اشاره شد، در صورتی که مبلغ حق‌بیمه بر اساس میانگین ریسک جامعه محاسبه شده باشد و بیمه‌گر قادر به تغییر این مبلغ برای بیمه‌گذارهای مختلف نباشد، کژگزینی به وجود خواهد آمد. اما عدم توانایی بیمه‌گر در اعلام نرخ‌های مناسب هر ریسک نیز می‌تواند دلایل مختلفی داشته باشد که در این‌جا مهم‌ترین آن‌ها ذکر می‌شود:
1. نرخ‌گذاری توسط نهاد بالادستی و قانون‌گذار
2. پیچیده و دشوار بودن روش تشخیص بیمه‌گذاران با ریسک‌های مختلف
3. هزینه بالای شناسایی و طبقه‌بندی بیمه‌گذاران به ریسک‌های متفاوت
4. محدودیت‌های قانونی جهت استفاده از برخی اطلاعات بیمه‌گذار جهت طبقه‌بندی آن‌ها در برخی کشورها (همچون تقسیم‌بندی نژادی)

## کژگزینی بیمه‌گر

### تعریف
حالت دیگر کژگزینی زمانی است که بیمه‌گذار در انتخاب شرکت بیمه مناسب اطلاعات مناسبی نداشته باشد. این کمبود اطلاعات می‌تواند در مورد میزان توانگری مالی شرکت بیمه جهت جبران خسارت بیمه‌گذار هنگام وقوع، قیمت رقابتی در مقایسه با سایر شرکت‌های بیمه و همچنین کیفیت ارائه خدماتی مانند سهولت فرایند پرداخت خسارت وجود داشته باشد. در این صورت محتمل است که بیمه‌گذار متحمل زیان‌های سنگینی شود یا از خرید بیمه‌نامه منصرف شود.

### پیامدها
در صورت وجود عدم آگاهی و اطلاعات ناکافی از وضعیت شرکت‌های بیمه، بیمه‌گذار محتمل است که متحمل زیان‌های سنگینی شود یا به طور کل از خرید بیمه‌نامه منصرف شود.

### علل ایجاد
بخش مهمی از علل ایجاد این کژگزینی متوجه نهادهای نظارتی و قانون‌گذاری است. نهاد ناظر بر شرکت‌های بیمه (بیمه مرکزی مهم‌ترین نهاد ناظر و قانون‌گذار بر شرکت‌های بیمه در ایران است) با وضع قوانین مختلف، می‌تواند در راستای شفاف‌سازی وضعیت شرکت‌های بیمه گام بردارد. بیمه مرکزی با اطلاع‌رسانی شاخص‌های مهمی همچون توانگری مالی شرکت‌های بیمه می‌تواند موجب آگاهی جامعه از وضعیت شرکت‌های بیمه شود. در عین حال این امر شرکت‌های بیمه را ترغیب خواهد کرد که توانگری مالی خود را افزایش دهند و نهاد ناظر می‌تواند نظارت بهتری بر عملکرد آن‌ها داشته باشد.

## مثال‌های کژگزینی در انواع بیمه‌نامه
شرکت‌های بیمه بازرگانی، محصولات بیمه‌ای مختلفی ارائه می‌کنند. در یک تقسیم‌بندی رایج این محصولات در قالب چهار دسته اموال، مسئولیت، اشخاص و سایر طبقه‌بندی می‌شوند. هر یک از این دسته‌ها شامل چند رشته بیمه‌ای مختلف هستند. انواع رشته‌های بیمه‌ای عبارتند از، اموال :باربری، آتش‌سوزی، بدنه اتومبیل. مسئولیت: مسئولیت مدنی شخص ثالث، سایر انواع مسئولیت. اشخاص: حوادث انفرادی، حوادث گروهی، درمان انفرادی، درمان گروهی، زندگی (در برخی موارد رشته زندگی به صورت یک رشته مستقل تلقی می‌گردد). سایر: مهندسی، کشتی، هواپیما و …
در ادامه مثال‌هایی از کژگزینی در برخی از رشته‌های مهم به همراه روش‌های مقابله با آن تشریح می‌شود.

### بیمه‌های اتومبیل
در ایران نرخ بیمه‌های اتومبیل به خصوص رشته شخص ثالث، به طور مستقیم توسط نهاد ناظر یعنی بیمه‌مرکزی تعیین می‌شود که احتمال بروز کژگزینی را افزایش می‌دهد. دستورالعمل تعیین نرخ این رشته تنها بر اساس برخی از مشخصات اتومبیل است و ویژگی‌های راننده در آن لحاظ نشده است؛ در واقع این بیمه‌نامه برای اتومبیل صادر می‌گردد نه برای شخص. با توجه به این نرخ‌گذاری، شرکت‌های بیمه عملاً نمی‌توانند روشی مناسب برای تعیین نرخ بر اساس ریسک‌های هر فرد تعیین کنند و این کژگزینی را کاهش دهند. حال آن که در بسیاری از کشورها تعیین نرخ بر عهده بیمه‌گر می‌باشد. از این طریق نوآوری و نرخ‌گذاری مبتنی بر ریسک در میان شرکت‌های بیمه توسعه می‌یابد.

### بیمه‌های درمان[۵]
شاید یکی از مهم‌ترین رشته‌های بیمه که در آن کژگزینی توسط بیمه‌گر رخ می‌دهد، بیمه‌های درمان تکمیلی باشد. یک روش متداول برای فروش این نوع بیمه‌ها، صدور بیمه‌نامه به صورت گروهی می‌باشد؛ یعنی یک شرکت با انتخاب یک طرح بیمه‌ای برای کارکنان خود بیمه درمان تکمیلی خریداری می‌کند. روش صدور گروهی این نوع بیمه‌نامه در واقع راهی برای کاهش این کژگزینی است، اما با این وجود باز هم این کژگزینی در این رشته بیمه‌ای زیاد است؛ خصوصاً برای بیمه‌های انفرادی که برای تعداد افراد کم صادر می‌گردد (اغلب تحت عنوان خانواده). فرد یا افرادی که وضعیت سلامتی خود را مساعد نمی‌دانند و هزینه‌های درمانی بالایی در طول مدت بیمه‌نامه برای خود پیش‌بینی می‌کنند، متقاضیان اصلی این بیمه‌نامه هستند و نرخ این بیمه‌نامه (که در بهترین حالت از تحلیل داده‌های گذشته برای جامعه آماری مشتریان شرکت بیمه محاسبه شده است)، برای این افراد مناسب است؛ بنابراین بیمه‌گر در معرض این کژگزینی قرار دارد و با استفاده از روش‌هایی از جمله تهیه یک پرسشنامه که قبل از تعیین نرخ می‌بایست توسط بیمه‌گذار پر شود سعی در شناسایی افراد پر ریسک دارد تا نرخ بالاتری به آن‌ها پیشنهاد دهد یا از بیمه کردن آن‌ها خودداری کند. روش دیگری که در برخی از پوشش‌های بیمه درمان برای جلوگیری از کژگزینی اعمال می‌شود، لحاظ کردن دوره انتظار به میزان مشخص برای آن پوشش است؛ به طور مثال برای پوشش هزینه‌های زایمان، دوره انتظار ۹ ماهه توسط برخی از شرکت‌های بیمه در نظر گرفته می‌شود.